# Saint-Maur (Oise)
Pour les articles homonymes, voir Saint-Maur.
Saint-Maur est une commune française située dans le département de l'Oise en région Hauts-de-France.

## Géographie

### Localisation

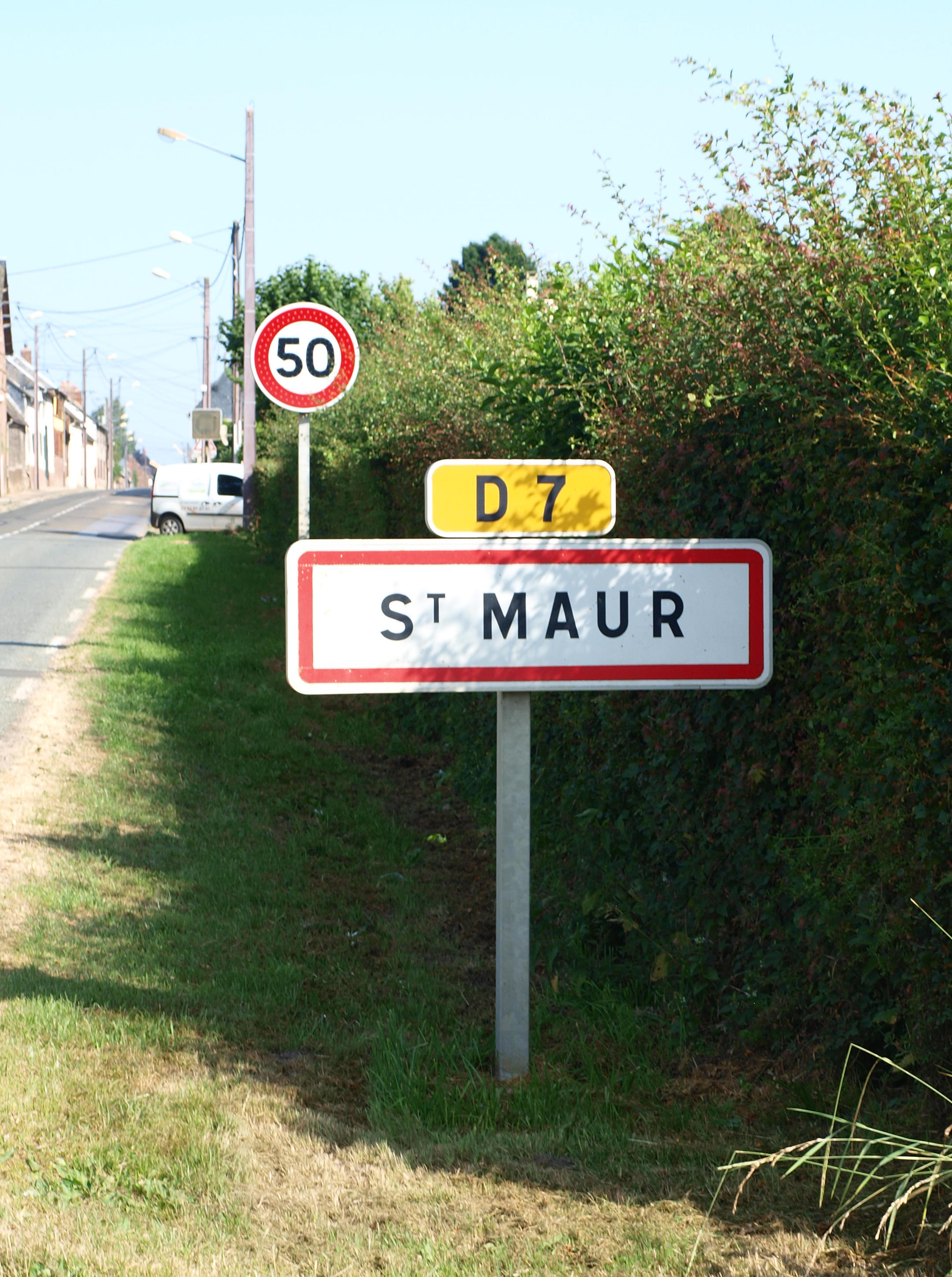

Saint-Maur est un village-rue rural de la Picardie Verte, qui correspond à la partie occidentale du Plateau picard.
Il est situé à 26 km au nord-ouest de Beauvais et à 6 km au sud-ouest de Grandvilliers, facilement accessible depuis le tracé initial de l'ex-RN 1 (actuelle RD 901).
Le territoire communal comprend à l'est la vallée sèche du fonds d'Écorchevache; qui descend vers la vallée du Petit Thérain.

### Communes limitrophes
| Brombos  | Briot      | Thieuloy-Saint-Antoine |
| Hautbos  | Saint-Maur | Gaudechart             |
| Thérines | Roy-Boissy | Fontaine-Lavaganne     |

### Hameaux et écarts
La commune comprend deux hameaux : Ecatelet et Écorchevache. Ce dernier nom rappellerait qu'autrefois, les bêtes malades y étaient tuées.

### Hydrographie
La commune est située dans le bassin Seine-Normandie. Elle n'est drainée par aucun cours d'eau,.

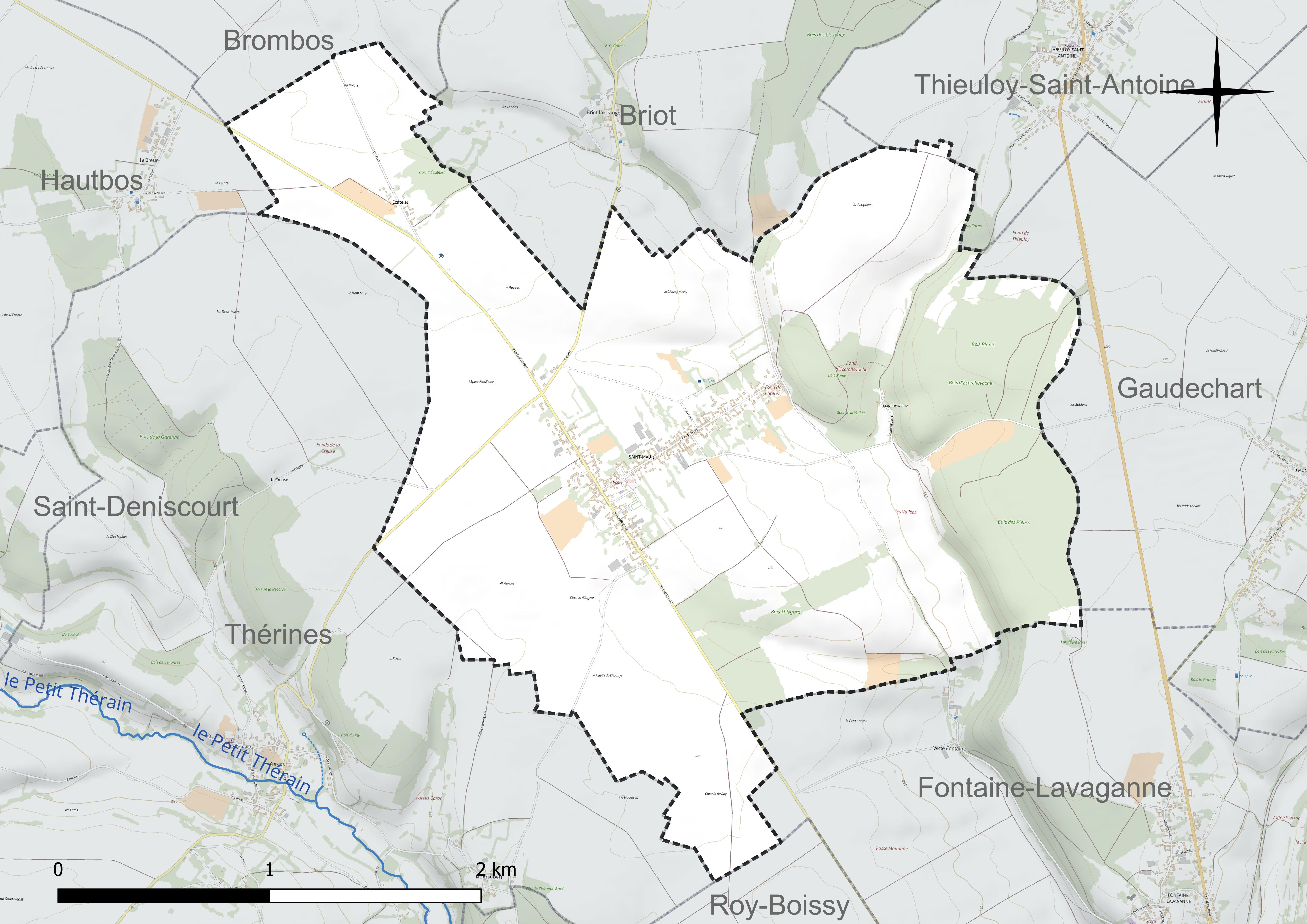
Réseau hydrographique de Saint-Maur.

### Climat
Pour des articles plus généraux, voir Climat des Hauts-de-France et Climat de l'Oise.
En 2010, le climat de la commune est de type climat océanique dégradé des plaines du Centre et du Nord, selon une étude du CNRS s'appuyant sur une série de données couvrant la période 1971-2000. En 2020, Météo-France publie une typologie des climats de la France métropolitaine dans laquelle la commune est exposée à un climat océanique et est dans la région climatique  Côtes de la Manche orientale, caractérisée par un faible ensoleillement (1 550 h/an) ; forte humidité de l'air (plus de 20 h/jour avec humidité relative > 80 % en hiver), vents forts fréquents. 
Pour la période 1971-2000, la température annuelle moyenne est de 9,9 °C, avec une amplitude thermique annuelle de 14 °C. Le cumul annuel moyen de précipitations est de 823 mm, avec 12,5 jours de précipitations en janvier et 8,7 jours en juillet. Pour la période 1991-2020, la température moyenne annuelle observée sur la station météorologique la plus proche, située sur la commune de Saint-Arnoult à 7 km à vol d'oiseau, est de 10,4 °C et le cumul annuel moyen de précipitations est de 797,2 mm,. Pour l'avenir, les paramètres climatiques de la commune estimés pour 2050 selon différents scénarios d'émission de gaz à effet de serre sont consultables sur un site dédié publié par Météo-France en novembre 2022.

## Urbanisme

### Typologie
Au 1er janvier 2024, Saint-Maur est catégorisée commune rurale à habitat dispersé, selon la nouvelle grille communale de densité à sept niveaux définie par l'Insee en 2022.
Elle est située hors unité urbaine. Par ailleurs la commune fait partie de l'aire d'attraction de Beauvais, dont elle est une commune de la couronne,. Cette aire, qui regroupe 162 communes, est catégorisée dans les aires de 50 000 à moins de 200 000 habitants,.

### Occupation des sols
L'occupation des sols de la commune, telle qu'elle ressort de la base de données européenne d'occupation biophysique des sols Corine Land Cover (CLC), est marquée par l'importance des territoires agricoles (77,2 % en 2018), une proportion sensiblement équivalente à celle de 1990 (77,6 %). La répartition détaillée en 2018 est la suivante : 
terres arables (65,4 %), forêts (18,7 %), prairies (11,7 %), zones urbanisées (4,2 %). L'évolution de l'occupation des sols de la commune et de ses infrastructures peut être observée sur les différentes représentations cartographiques du territoire : la carte de Cassini (XVIIIe siècle), la carte d'état-major (1820-1866) et les cartes ou photos aériennes de l'IGN pour la période actuelle (1950 à aujourd'hui).

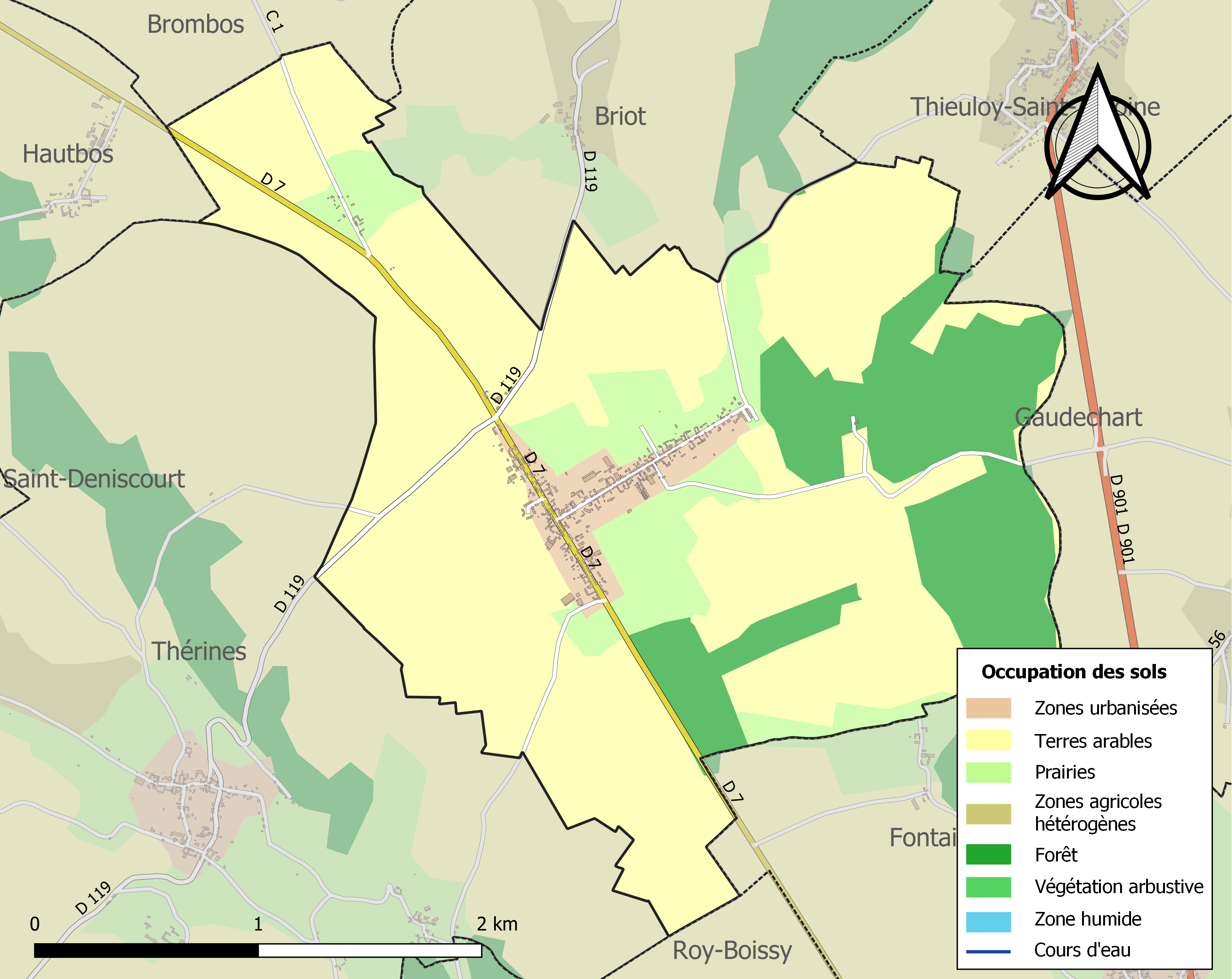
Carte des infrastructures et de l'occupation des sols de la commune en 2018 (CLC).

### Voies de communication et transports
La commune est desservie, en 2023, par les lignes 6103, 6104, 6113 et 6151 du réseau interurbain de l'Oise.

## Toponymie
Saint-Maur a été dénommé Sanctus Maurus in calceya en 1362, Calceia Sancti-Mauri, Saint-Maur-en-Chaussée, Saint-Mor, La Chaussée-Saint-Maur, Mor-la-Chaussée durant la Révolution en 1794,.
Saint-Maur est un hagiotoponyme qui fait référence à Maur (saint).

## Histoire
Saint-Maur est certainement d'origine très ancienne, car on y a découvert fortuitement en 1984 au lieu-dit Mon Plaisir une statuette de dieu guerrier gaulois en tôle de laiton martelé du début du Ier siècle apr. J.-C., préservé au MUDO - Musée de l'Oise. Les traces d'une voie romaine reliant Beauvais à la Manche y ont été trouvées, ainsi que d'un temple gallo romain
En 1134 est fondé à Écorchevache une abbaye, transférée trois ans plus tard sur la terre de Vieux-moulins à Roy-Boissy, donnée à cet
effet par Mathieu, seigneur du Ply, et qui portait le nom de l'Abbaye de Lannoy.
Louis Graves indiquait en 1840 « Simon de Bertelincourt et Nanteuil de Gaudechart donnèrent en 1138 la moitié de ce lieu , avec Thieuloy qui en dépendait, à l'abbaye de Lannoy nouvellement fondée. Ce monastère acquit le reste en 1153 , par échange avec l'abbaye de Beaupré , contre la terre d'Hétomesnil.
Il n'y eut pas de curé jusqu'au quatorzième siècle, mais le pays s'étant accru , Jean de Marigny évêque de Beauvais l'institua en paroisse le trente mai 1362, laissant à l'abbaye de Lannoy la présentation au nouveau bénéfice qui comprit dans son étendue les villages de Thieuloy et d'Écorchevache. (...)
L'abbaye do Lannoy échangea la seigneurie d'Écorchevache avec l'abbaye de Saint-Lucien contre les dixmes du Mesnil-Valeran. Les Templiers y eurent, dit-on , un domaine ».
La commune, instituée lors de la Révolution française, absorbe fugacement de 1826 à 1832 celle de Thieuloy-Saint-Antoine.

## Politique et administration

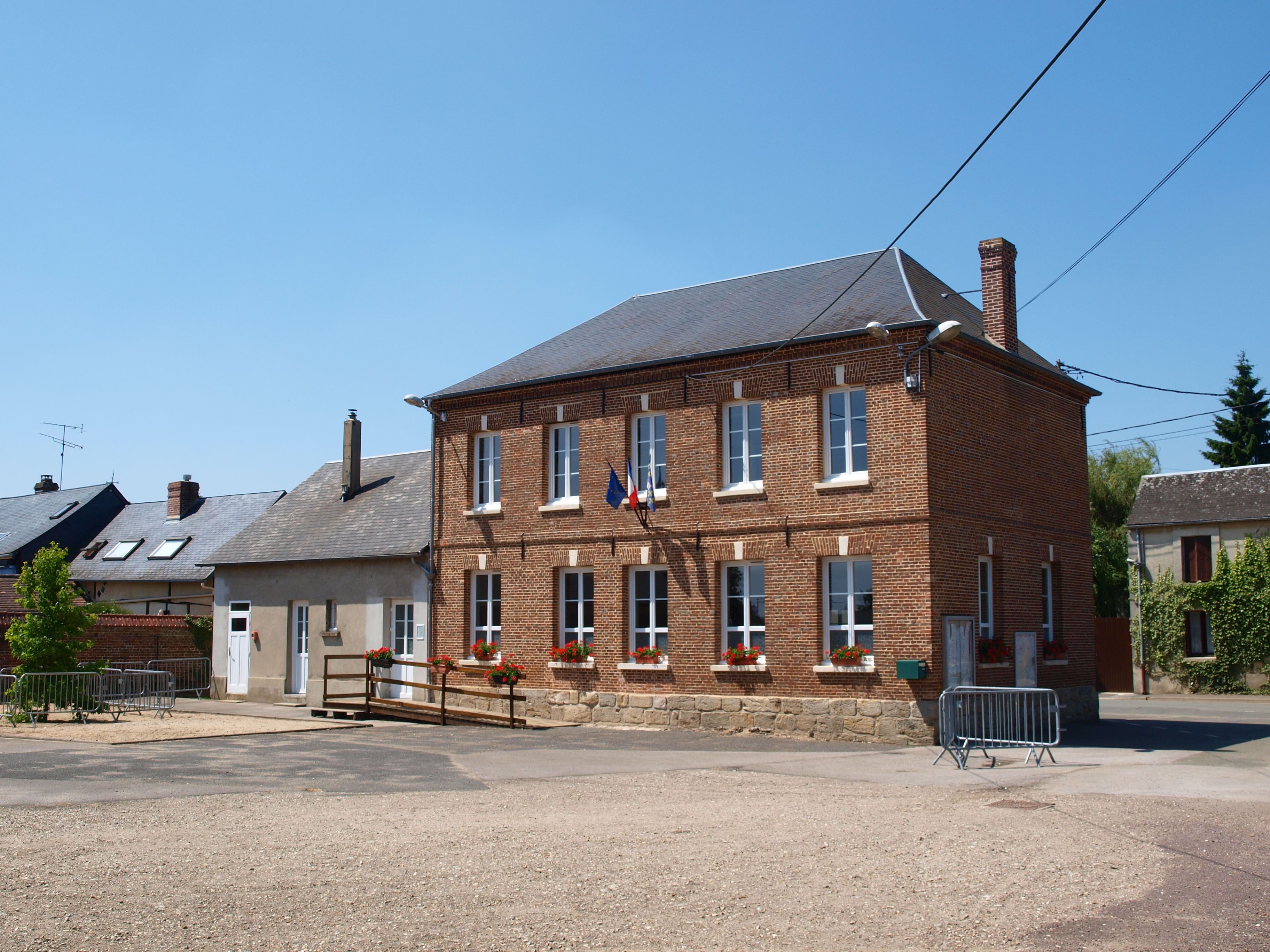
La mairie.

### Rattachements administratifs et électoraux
La commune se trouve  dans l'arrondissement de Beauvais du département de l'Oise. Pour l'élection des députés, elle fait partie depuis 1988 de la deuxième circonscription de l'Oise.
Elle fait partie depuis 1793 du canton de Grandvilliers. Dans le cadre du redécoupage cantonal de 2014 en France, ce canton, dont la commune est toujours membre, est modifié, passant de 23 à 101  communes.

### Intercommunalité
Blargies fait partie de la communauté de communes de la Picardie Verte qui correspond à l'ensemble des communes des cantons de Formerie, Grandvilliers et Marseille- en-Beauvaisis, ainsi que certaines communes du canton de Songeons.

### Politique locale
Le village est le seul du département de l'Oise a ne pas avoir présenté de candidats pour le premier tour des élections municipales de 2014. Des candidats s'étant présentés pour le second tour, un conseil municipal a pu être élu le 30 mars 2014, et Valérie Fournier élue maire le 4 avril 2014. Celle-ci a toutefois démissionné en mai 2019, occasionnant l'organisation d'élections municipales complémentaires,, qui ont abouti à l'élection, le 4 juillet 2019, de Franck Pré.

### Liste des maires
| Période                                  | Période                   | Identité            | Étiquette | Qualité                    |
| ---------------------------------------- | ------------------------- | ------------------- | --------- | -------------------------- |
| Les données manquantes sont à compléter. |                           |                     |           |                            |
| mars 2001                                | avril 2014                | Jean-Claude Bieloff |           |                            |
| avril 2014                               | mai 2019                  | Valérie Fournier    |           | Démissionnaire             |
| juillet 2019                             | mai 2020                  | Franck Pré          |           | Représentant d'entreprises |
| mai 2020                                 | En cours (au 4 juin 2020) | Daniel Brument      |           | Retraité de l'industrie.   |

## Population et société

### Démographie

#### Évolution démographique
L'évolution du nombre d'habitants est connue à travers les recensements de la population effectués dans la commune depuis 1793. Pour les communes de moins de 10 000 habitants, une enquête de recensement portant sur toute la population est réalisée tous les cinq ans, les populations de référence des années intermédiaires étant quant à elles estimées par interpolation ou extrapolation. Pour la commune, le premier recensement exhaustif entrant dans le cadre du nouveau dispositif a été réalisé en 2007.

En 2022, la commune comptait 388 habitants, en évolution de +1,04 % par rapport à 2016 (Oise : +0,87 %, France hors Mayotte : +2,11 %).
| 1793 | 1800 | 1806 | 1821 | 1831 | 1836 | 1841 | 1846 | 1851 |
| ---- | ---- | ---- | ---- | ---- | ---- | ---- | ---- | ---- |
| 692  | 569  | 664  | 584  | 945  | 596  | 597  | 601  | 553  |

| 1856 | 1861 | 1866 | 1872 | 1876 | 1881 | 1886 | 1891 | 1896 |
| ---- | ---- | ---- | ---- | ---- | ---- | ---- | ---- | ---- |
| 554  | 512  | 474  | 451  | 421  | 382  | 359  | 363  | 342  |

| 1901 | 1906 | 1911 | 1921 | 1926 | 1931 | 1936 | 1946 | 1954 |
| ---- | ---- | ---- | ---- | ---- | ---- | ---- | ---- | ---- |
| 339  | 333  | 328  | 279  | 269  | 314  | 270  | 262  | 297  |

| 1962 | 1968 | 1975 | 1982 | 1990 | 1999 | 2006 | 2007 | 2012 |
| ---- | ---- | ---- | ---- | ---- | ---- | ---- | ---- | ---- |
| 303  | 331  | 302  | 250  | 308  | 355  | 385  | 389  | 390  |

| 2017 | 2022 | - | - | - | - | - | - | - |
| ---- | ---- | - | - | - | - | - | - | - |
| 383  | 388  | - | - | - | - | - | - | - |

#### Pyramide des âges
La population de la commune est relativement jeune.
En 2018, le taux de personnes d'un âge inférieur à 30 ans s'élève à 39,2 %, soit au-dessus de la moyenne départementale (37,3 %). À l'inverse, le taux de personnes d'âge supérieur à 60 ans est de 21,3 % la même année, alors qu'il est de 22,8 % au niveau départemental.
En 2018, la commune comptait 178 hommes pour 201 femmes, soit un taux de 53,03 % de femmes, légèrement supérieur au taux départemental (51,11 %).
Les pyramides des âges de la commune et du département s'établissent comme suit.
| Hommes | Classe d’âge | Femmes |
| ------ | ------------ | ------ |
| 0,0    | 90 ou +      | 0,5    |
| 5,1    | 75-89 ans    | 9,2    |
| 13,7   | 60-74 ans    | 13,7   |
| 24,2   | 45-59 ans    | 21,4   |
| 19,4   | 30-44 ans    | 14,5   |
| 19,8   | 15-29 ans    | 18,1   |
| 17,7   | 0-14 ans     | 22,5   |

| Hommes | Classe d’âge | Femmes |
| ------ | ------------ | ------ |
| 0,5    | 90 ou +      | 1,4    |
| 5,5    | 75-89 ans    | 7,6    |
| 15,6   | 60-74 ans    | 16,3   |
| 20,8   | 45-59 ans    | 20     |
| 19,4   | 30-44 ans    | 19,4   |
| 17,6   | 15-29 ans    | 16,2   |
| 20,6   | 0-14 ans     | 19,1   |

## Culture locale et patrimoine

### Lieux et monuments

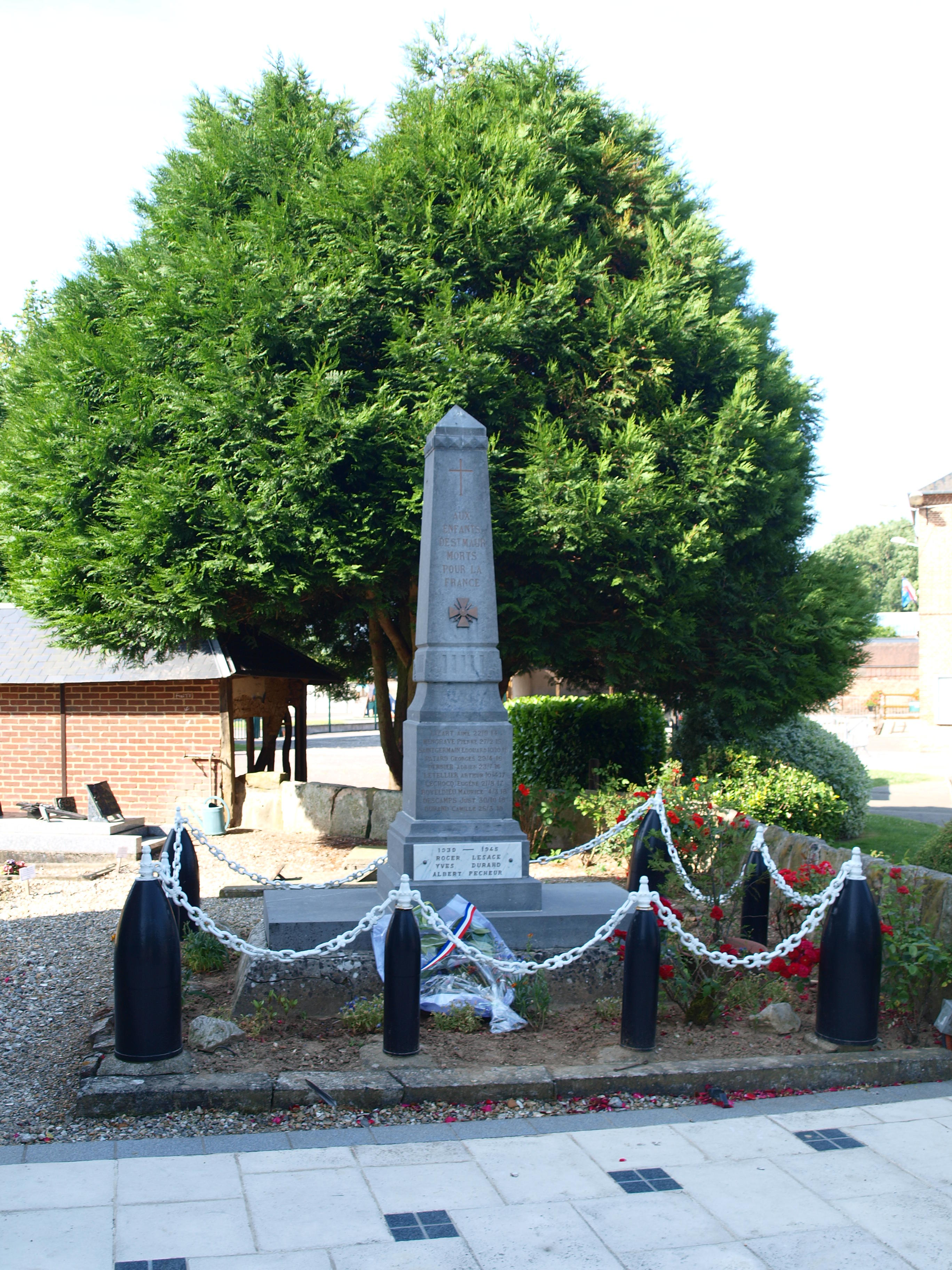
Le monument aux morts.

- L'église Saint-Maur, en damier de silex et de grès, du XVe siècle, et dont la légende prétend que certains rois de France y auraient été baptisés[1].

Elle contient des fonts baptismaux du XI e ou du  XIIe siècle, et son maître-autel en marbre d'époque Louis XV est réputé provenir de l'Abbaye de Lannoy.

L'église Saint-Maur
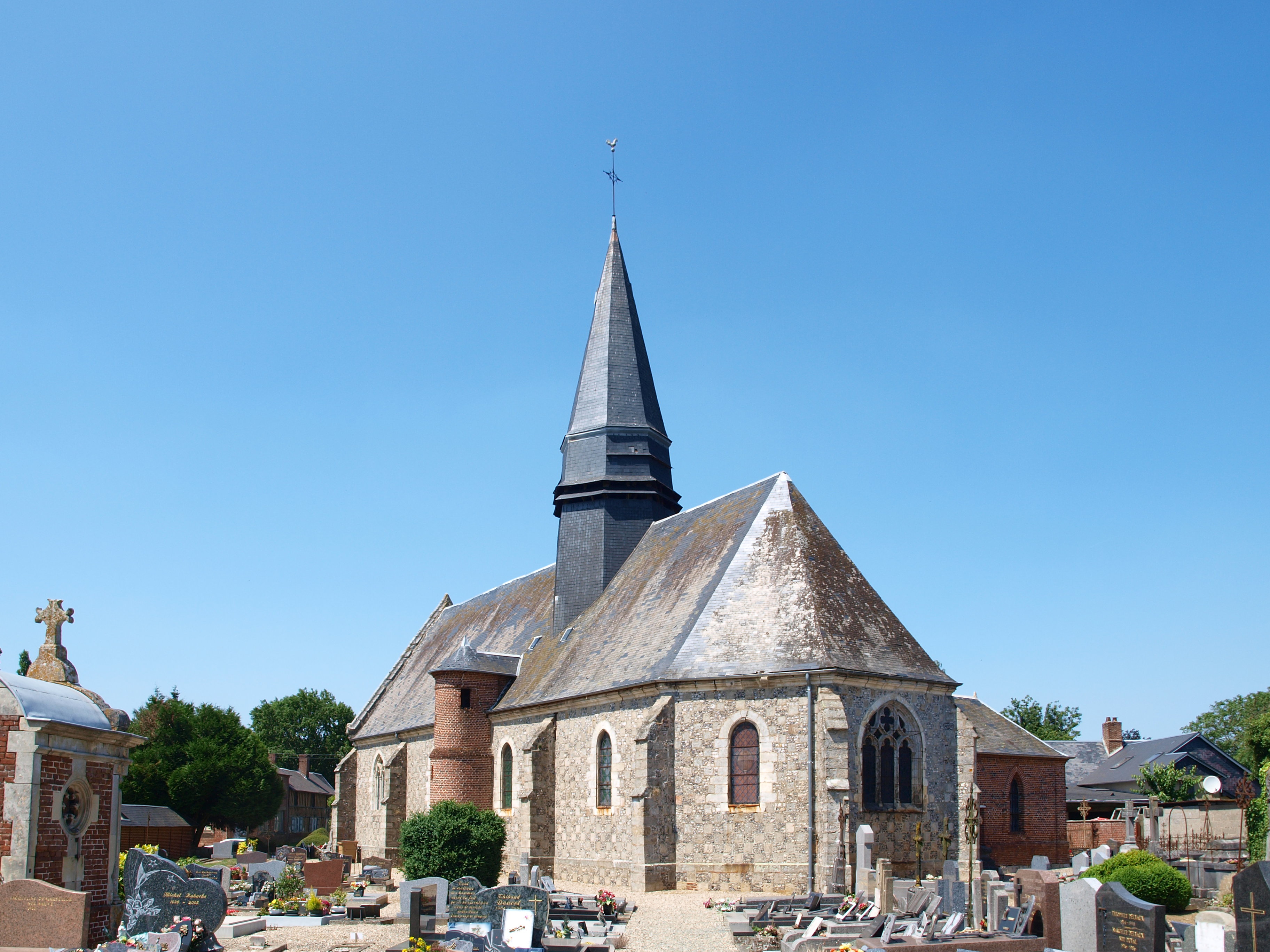
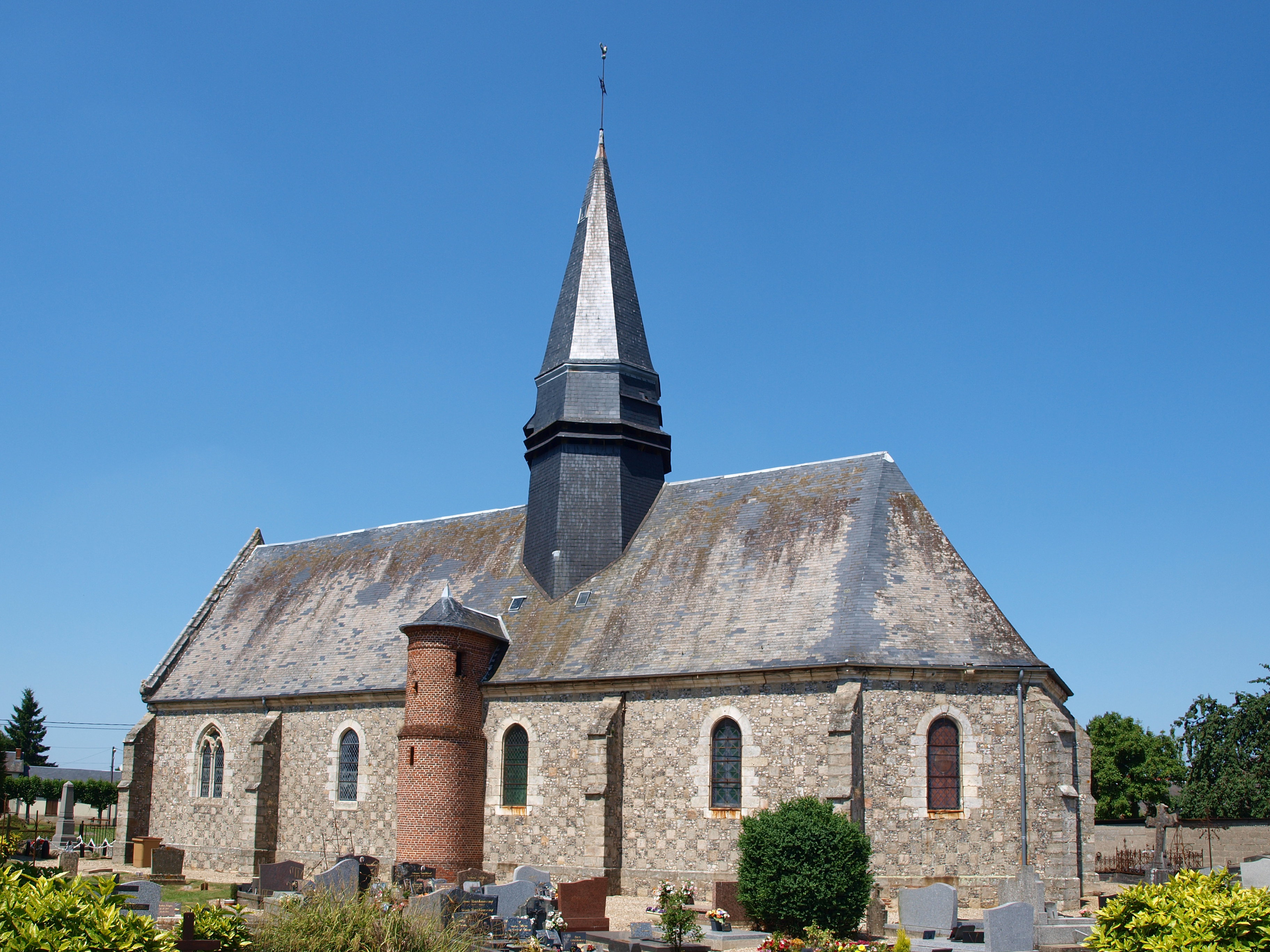
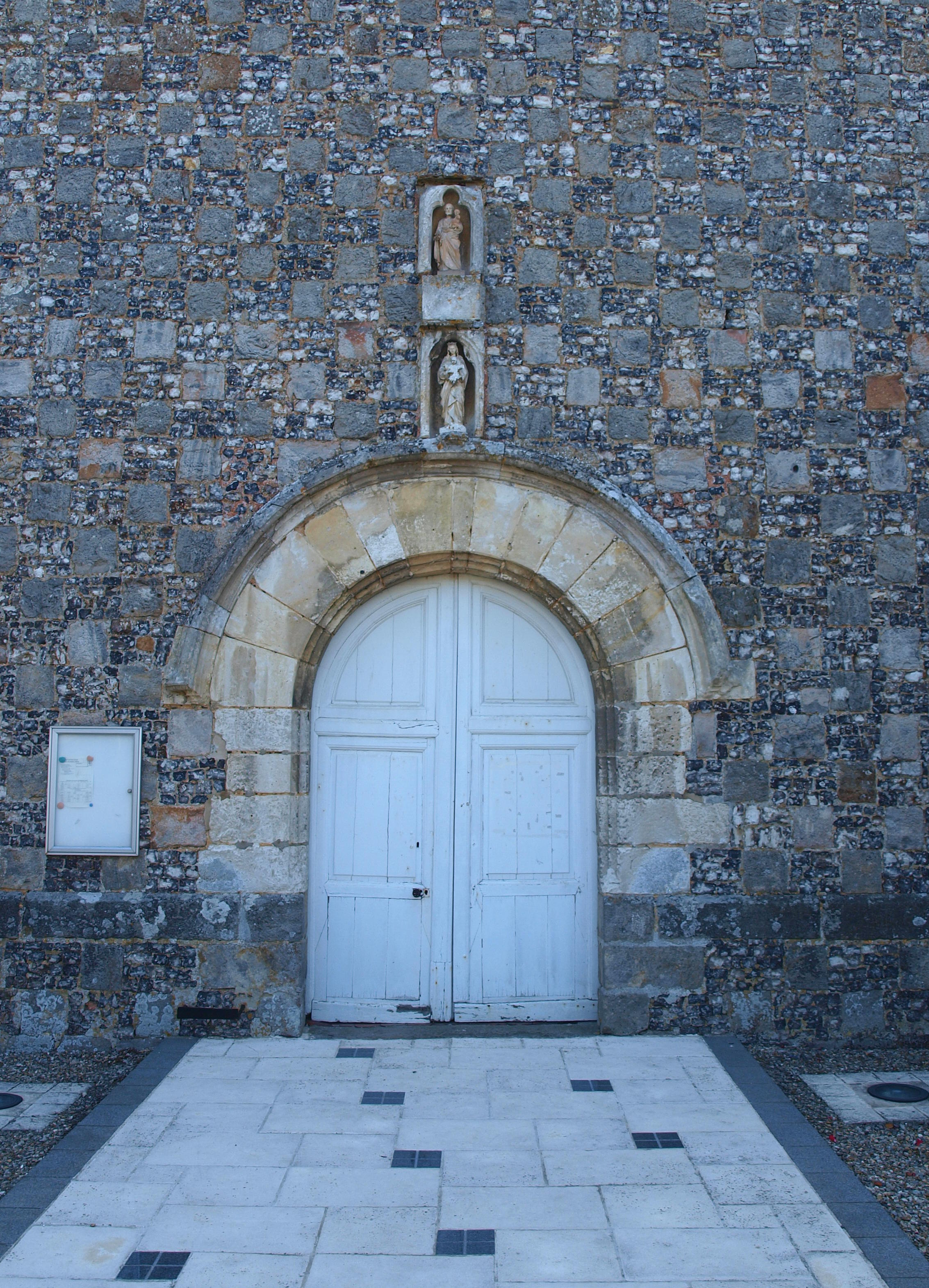
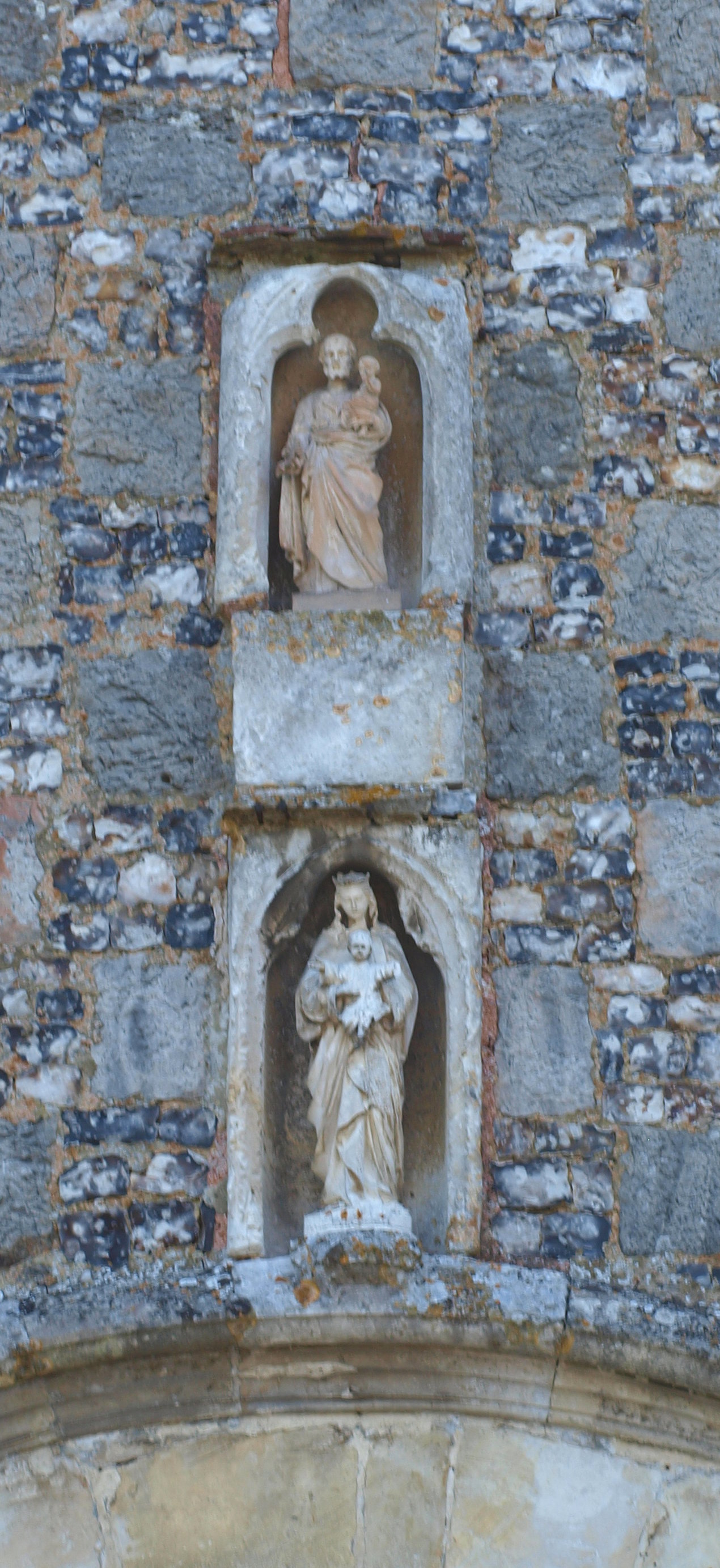

### Personnalités liées à la commune
Philippe Deblois, officier de la Légion d'honneur[Quand ?], inhumé au cimetière municipal[réf. nécessaire].

### Héraldique
| Blason à dessiner | Blason  | Écartelé : au 1er de sable (d'azur) à la statuette de guerrier gaulois d'or, au 2e de sinople au sanglier passant de sable, défendu et allumé d'argent, au 3e de sinople à deux monnaies romaines de sable rangées en bande, au 4e de sable (d'azur) à la branche de gui de sinople et à l'épi de blé tigé et feuillé d'or rangés en barre ; à la voie romaine pavée d'argent, jointée d'azur, posée en fasce et brochant sur le coupé; sur le tout, écartelé aux I et IV d'azur à trois fleurs de lis d'or et aux II et III d'argent à trois lions de gueules. |
| Blason à dessiner | Détails | Le statut officiel du blason reste à déterminer. |